# Xanlıq
Xanlıq (Khanlyg) est un village de Qubadli en Azerbaïdjan. Il est situé sur la rivière Hakari, un affluent de la rivière Araxe.

## Étymologie
Le nom du village (qui signifie « Propriété du Khan ») peut être attribué à la propriété des terres dans la région par Mehrali bey Sarijali-Javanchir, fils de Panah Ali Khan, un dirigeant du khanat de Karabakh  du XVIIIe siècle.

## Histoire
Pendant les années de l'Empire russe, le village faisait partie de l'ouïezd de Jabrayl du gouvernement d'Elisavetpol. Un annuaire statistique de 1886 cite le village comme étant composé de 148 ménages avec une population de 648 tatars (azerbaïdjanais) classés comme sunnites par religion et fermiers par profession.
Le village était situé dans les territoires occupés par les Arméniens entourant le Haut-Karabakh, passant sous le contrôle des forces de souche arménienne en octobre 1993 lors de la première guerre du Haut-Karabagh au début des années 1990.
Il a été repris par l'Azerbaïdjan le 26 octobre 2020 lors de la guerre du Haut-Karabakh de 2020.

## Personnes notables
- Karam Mirzayev (1960-1992) - Héros national d'Azerbaïdjan[3]